# Olga Levina
Olga Levina (Charkov, 23 oktober 1961) is een damster die is geboren in Oekraïne en in 1995 geëmigreerd naar Israël. 
Levina werd in 1981, 1987, 1989 en 1993 wereldkampioene dammen bij de vrouwen. Ze was in de periode 1988 t/m 1993 regelmatig in Nederland om aldaar (vooral zomerse) damtoernooien te spelen. 
Ze speelde haar laatste wereldkampioenschap in 1995, waarbij ze in de middenmoot eindigde. Daarna is in de Nederlandse damwereld weinig meer van haar vernomen. 